# Учење
Учење је релативно трајна и прогресивна промена личности и понашања индивидуе настала као резултат претходне активности исте, тј. искуства. Учење је процес стицања новог, или модификовања постојећег знања, понашања, вештина, вредности или преференција. Способност учења поседују људи, животиње и неке машине. Постоје и докази за неку врсту учења код неких биљака. Нека учења су непосредна, изазвана једним појединачним догађајем (нпр. особа опечена врућим шпоретом), али се много вештина и знања акумулира из поновљених искустава. Промене изазване учењем често трају цео живот, и тешко је разликовати научени материјал који се чини да је „изгубљен” од онога што се не може пронаћи у меморији.
Учењем се стичу навике, моторне вештине, усвајају се знања и информације, друштвена правила и социјалне норме, развијају се интересовања и мотиви, формирају се социјални ставови, вредности и идеологије, развијају се и мењају особине личности итд. Према сложености процеса учење се дели на једноставно (класично условљавање, инструментално учење) и сложено учење (учење по моделу, учење увиђањем). Према намери учење се дели на намерно и ненамерно, а према садржају на моторно и вербално.

## Одређење учења
Неретко се у свакодневном говору и школској пракси учење одређује као процес стицања знања и развијања навика и вештина. Под овим се мисли да је активност учења свесна, намерна и мотивисана, да се у већини случајева своди на понављање онога што се учи док се не усвоји. Према том схватању које је било распрострањено раније, резултат учења је стицање новог знања, навике или вештине. Психолози овакво дефинисање учења сматрају ужим (лаичким) одређењем учења. Оно се односи само на поједине аспекте и исходе учења. У педагошкој психологији, као и у психологији уопште, учење није схваћено само као школско учење, већ оно представља много шири појам. Исходи учења веома су различити и односе се на велики број карактеристика човека: на његово знање, искуство, навике, вештине, особине или црте личности, способности, ставове, интересовања и мотивацију уопште, на емоционално доживљавање, на развој личности.
С обзиром на горе наведено, учење је схваћено као прогресивно и релативно трајно мењање индивидуе настало под утицајем средине и изазвано потребама индивидуе која се мења.

## Анализа дефиниције учења
- Трајна промена — својством трајности учење се разликује од других промена понашања које су присутне док је присутан чинилац који их је изазвао.
- Релативно трајна — оно што је једном научено некад се и заборавља.
- Прогресивна промена — у значењу све израженија квантитативна промена у било ком правцу.
- Претходна активност индивидуе — овим се учење разграничава од промена понашања које настају сазревањем.

## Облици учења
Учење се одвија на много начина. Понекад људи нехотице стичу нове обрасце понашања, док их другим приликама свесно усвајају због увиђања везе. Некада људи уче из сопственог искуства, некад посматрајући друге, а некад тако што им симболи (најчешће речи) преносе оно што нису искусили нити били у прилици да посматрају.
Основни облици или начини по којима се учење одвија су класично условљавање, инструментално условљавање и учење путем увиђања.

## Класично условљавање
Класично условљавање је најједноставнији облик учења. Највише га је проучавао и поставио готово све принципе условљавања руски физиолог Павлов. Учење помоћу условног рефлекса састоји се у повезивању две дражи природне (безусловне) и раније неутралне. Успостављањем условног рефлекса неутрална драж постаје условна. На тај начин условна драж изазива одговор који је раније био везан само за природну драж.
Условљавање је најчешћи облик учења мале деце до 3 или 4 године живота. Помоћу условљавања деца стичу готово све вегетативне и хигијенске навике (навике храњења, пражњења бешике и црева, чистоће, уредности итд.). Доцније је условљавање све ређе и теже, јер одраслија деца све више уче свесно, помоћу виших облика учења. Ипак, условљавање постоји током целог живота, премда оно касније није тако често заступљено као у првим годинама живота.

### Емоционално условљавање
Емоционално условљавање је врста класичног условљавања. Познат је пример из историје психологије у којем је један од истакнутих истраживача учења, Вотсон, експериментисао с малим Албертом (тзв. „случај Алберт“). Карактеристике ове реакције су:
- да настаје веома брзо;
- да се лако генерализује;
- да се тешко гаси.

#### Условљавање другог реда
Појава да условни рефлекс може настати и на основу другог, већ створеног условног рефлекса назива се условљавање другог реда. Уколико се у пару са условном дражи која изазива условну реакцију даје нека нова неутрална драж и њихово заједничко појављивање се понавља довољан број пута, на нову (неутралну) драж ће се такође јавити условна реакција. Условни рефлекси другог реда су слабији и брже се гасе.

#### Генерализација дражи
Појава формирања условног одговора не само на једну драж, већ и на друге сличне или блиске дражи назива се генерализација дражи. Она је посебно изражена код емоционалног условљавања. Што је сличност између дражи већа, то је јача генерализована реакција.

#### Диференцијација
Појава супротна генерализацији назива се диференцијација. При учењу нових облика понашања процесима условљавања, постепено се дискриминира условна драж од других сродних дражи. Док су у почетку реакције сличне изазване дражима блиској природној, касније се условни одговор јавља само на праву драж.

#### Сукобљење и нестајање условног рефлекса
- Гашење — условна реакција која се не поткрепљује (дуже време се даје условна драж без безусловне) почиње постепено да се гаси, док потпуно не нестане.
- Позитивно контраусловљавање — везивање пријатних емоција за условну драж која изазива негативну емоционалну реакцију.
- Негативно контраусловљавање — везивање негативних емоција за особи пријатне облике понашања који су друштвено непожељни или за саму особу нефункционални.

## Инструментално учење
При инструменталном учењу организам је покренут на активност неком потребом, а научено понашање се користи као инструмент за задовољење неке потребе или мотива. Понашања бивају учвршћена или елиминисана у зависности од ефекта који производе. Учвршћују се оне реакције које су позитивно поткрепљене, а реакције којима не следи поткрепљење се елиминишу из репертоара понашања. То се назива закон ефекта.

#### Поткрепљење и казна
Поткрепљење је последица по организам која се добија преко дражи које следе након неког понашања.
Позитивно поткрепљење изазивају за организам пријатне дражи чије појављивање за последицу има задовољење неке потребе или пријатност.
Негативно поткрепљење, пак, повезано је са аверзивним дражима. То је стање које настаје када организам својим понашањем спречи појаву аверзивне дражи или прекине њено дејство (нпр. осећање олакшања, редукција напетости).
Казна је аверзивна драж која се не може избећи и служи не елиминацији непожељног понашања, већ само његовој инхибицији.

#### Реакције бежања и реакције избегавања
- Учење реакција бежања — организам научи неки облик понашања који доводи до престанка дејства, прекида аверзивне дражи.
- Учење реакције избегавања — организам учи реакцију чије извођење доводи до спречавања појаве аверзивне дражи.

#### Врсте поткрепљивача
- Примарни поткрепљивачи — објекти који непосредно задовољавају неку потребу (храна, вода, материјалне награде).
- Секундарни поткрепљивачи — делују као условне дражи вишег реда, неке дражи добијају статус поткрепљивача зато што су се раније појављивале у комбинацији са неким примарним поткрепљивачем (награде, признања, оцене, истицање постигнутог успеха, одобравање, осмех итд.).

#### Метода апроксимације
Методу апроксимације је у оквиру инструменталног учења разрадио Скинер. Њоме се могу учити комплексни облици понашања. Награђује се (поткрепљује) један елемент понашања који представља прву апроксимацију целовитог комплексног понашања. Када се прва реакција учврсти, критериј награђивања се повећава и тако све док се у целини не изгради жељено комплексно понашање.

#### Повратна информација у учењу
Повратна информација у учењу има две функције: мотивациону и информативно-коригујућу.
Врсте повратне информације су:
- Инхерентне и допунске
- Непосредне и одложене
- Континуиране и дисконтинуиране
- Издвојене и сумиране

## Учење по моделу
Учење по моделу представља облик учења у којем особа усваја нове или модификује раније научене облике понашања посматрањем реакција особе-модела. Особа која учи није сама награђена за понашање, него је поткрепљење викаријско. За разлику од релативно спорог процеса инструменталног учења, учење по моделу се одвија брзо и тако се усвајају већи делови или целовити обрасци понашања. Модел често није свестан да његово понашање служи као узор за друге.
У основи овог учења су:
- механизам имитације — код усвајања једноставнијих, споља видљивих понашања.
- механизам идентификације — код усвајања комплекснијих понашања (вредности, особине личности, систем моралних норми итд.).

#### Ефекти излагања по моделу
Излагање моделу може на три начина утицати на понашање особе:
- Учење новог понашања — посматрач од модела учи сасвим нове облике понашања.
- Подстицање раније наученог понашања — понашање модела може подстаћи да се код посматрача повећа учесталост неког раније наученог понашања.
- Инхибиција или дезинхибиција раније наученог понашања — да ли ће неко понашање бити инхибирано или дезинхибирано зависиће од последица које трпи модел (викаријско поткрепљење)

#### Ток учења по моделу
Учење по моделу одвија се у 4 фазе:
- Фаза усмеравања пажње на понашање модела — неопходан услов опсервационог учења, који зависи од карактеристика модела и својстава посматрача.
- Фаза ретенције — стварање и задржавање репрезентација моделовог понашања у учениковој меморији.
- Фаза репродукције — извођење новоусвојеног понашања од стране ученика и добијање корективног feedback-а (повратне информације) је круцијално за развијање експертности у некој вештини.
- Фаза мотивације — позитивне или негативне консеквенце понашања нису елементи самог учења, већ су само мотиватори за извођење неког посматрањем већ наученог понашања; код ове врсте учења истиче се значај медијационих и когнитивних активности које омогућавају да и викаријско поткрепљење може послужити у обликовању понашања.

## Учење увиђањем
Учење увиђањем представља највиши и најчешћи облик учења код човека. Особа се налази у некој проблемској ситуацији коју не може да реши постојећим искуством, већ је потребно да нађе нове начине понашања или одговоре на дату ситуацију. До решења проблемске ситуације долази се увиђањем односа међу елементима проблемске ситуације. Ово учење другачије се зове учење путем решавања проблема, решавање проблема мишљењем, интелигентно решавање проблема.

#### Карактеристике учења увиђањем
- Проблем се решава ментално, а не моторно.
- Изненадност проналажења решења проблема.
- Кад је проблем решен одмах долази до елиминације погрешних одговора (нагла елиминација грешака)
- Постоји велики трансфер уоченог принципа — преношење решења на исте или сличне ситуације.
- Увид се јавља што брже што је непосреднији пут до решења
- Могућност увида зависи од еволутивног степена развоја врсте.

## Значај учења
Значај учења је веома велик и код животиња (посебно оних виших), а и код људи. Човек учи да се прилагођава средини у којој живи, а такође и да мења средину да би је боље прилагодио својим потребама. Уколико не би било учења, човек не само што не би могао да се служи својим искуством, већ ни искуством других људи, до којег он такође долази учењем. Тада би свакој ситуацији морао да тражи нова решења, која му не би користила чак ни онда кад би се у следећој прилици нашао у истој тој ситуацији. Према томе, без учења се не дâ замислити не само напредак у животу, већ ни постојање било какве науке, културе или цивилизације. Путем учења човек долази до свих тековина до којих је људски род дошао у прошлости. Учење које се преноси с генерације на генерацију назива се уздужно социјално учење, а оно које се шири од једне групе људи на другу назива се попречно социјално учење.

## Физиолошки фактори
У физиолошке факторе спадају:
1. Узраст - сматра се да је капацитет памћења неограничен, али постоји животно раздобље у којем је лакше учити (20 - 24 година). До 50. године не постоје чиниоци који би успоравали учење, а из године у годину, човеково искуство се повећава те је већа могућност препознавања важних података. О томе говори и чињеница да су велика открића научници налазили око педесете године. Такође, људски мозак ствара нове асоцијације на темељу познатих, што омогућава лакше и брже учење. Узраст не ограничава човека да учи, што је и претпоставка целоживотног учења.
2. Пол - сматра се да мушкарци више делују у подручју природних наука, док су жене јаче у друштвеним наукама. О томе говори и сама чињеница да студије математике, физике, електротехнике и сличних наука уписује више мушких студената, док друштвене предмете и језике студира више жена. То се тумачи тиме што су мушкарци и жене различити у обрађивању информација, по начинима усвајања информација и брзини којом усвајају одређену врсту информација. „Мушки” мозак лакше памти апстрактне идеје, знакове, лакше се просторно оријентише и предочава нешто у простору. „Женски” мозак, с друге стране, лакше се уживљава у стања других људи, у осећаје, социјалне конфликте, успешнији је у обради вербалних података и језичне грађе.
3. Диспозиције - урођена грађа и функција организма такође утиче на учење. Генетски се наслеђује диспозиција од родитељског пара и пређашњих генерација. Чим се научи нешто ново, на темељу решавања неког проблема, чега нема у искуству дате особе, иде се даље у развоју њених диспозиција.
4. Умор - умор је један од одбрамбених механизама организма који штити од оптерећења. То је реверзибилно стање. Постоји физички и психички умор. Физички умор се јавља након што се интензивно, током дужег времена оптерећује нека мишићна група. Психички умор са манифестује као монотонија и јако емоционално оптерећење које настаје због недостатка стимулације, а понекад и као фрустрација. Наиме, током учења троши се много кисеоника и организму је потребно више кисеоника. Кад се осети умор, неопходно је да се индивидуа одмори. Већ одмор од пола сата до сат времена значи брз опоравак. За психички одмор потребно је нешто више времена, и ако се особа превише умара, то може бити опасно и може се манифестовати као неуротичност, депресија и разна психосоматска обољења. Умор у процесу учења се спречава праводобним почетком одмора. У учењу су битни кратки одмори након првих знакова умора (кад се осети да се губи нит у градиву, кад се почиње зурити у празно или кроз прозор...), јер је тада већа могућност обнављања енергије. Довољно је престати с учењем на 3 до 5 минута, прошетати и једноставно се помакнути с места учења. Током учења битно је и пазити на прехрану, јер додатни стимуланси попут кафе или ред була само привремено одгађају знакове умора. Здравији су физиолошки стимулатори попут умивања хладном водом или хипервентилације. Већ и само мењање положаја тела може бити стимуланс. Важно је поштивати знакове умора, јер они упозоравају да се у телу одвија нешто што тражи енергију, а та енергија се добија одмором.